# 고든 브라운
제임스 고든 브라운(James Gordon Brown, 1951년 2월 20일 ~)은 영국의 정치인으로 2007년부터 2010년까지 제55대 총리와 노동당의 대표를 지냈다.  그 전에 그는 1997년부터 2007년까지 토니 블레어 정권 아래 재무장관이었다.  그는 또한 1983년부터 2015년까지 스코틀랜드에서 다른 지역들을 위하여 하원의원을 지내기도 했다.
브라운은 자신이 철학박사를 취득한 에든버러 대학교에서 역사학을 전공하였다.  자신의 경력 초기에 그는 대학 강사와 텔레비전 저널리스트로 일했다.  처음에 그는 1983년 영국 의회로 선출되었다.  그는 1989년 "그림자의 내각"으로 알려진 노동당의 야당 팀의 주요 일원이었으며 1992년 그림자 재무장관이 되었다.
노동당이 1997년 총선을 이기자 브라운은 재무장관이 되었다.  그는 10년간 이 직위를 보유하여 자신을 근대 역사상 장기적으로 지낸 재무장관으로 만들었다.  자신의 장관 시절 동안 그는 영국의 화폐와 경제가 관리되는 데 큰 변화들을 이루었다.  이것은 잉글랜드 은행에 이자율 설정에 대한 통제를 주는 것을 포함하였다.  그는 또한 영국에서 경제 성장의 장기 기간을 감독하기도 했다.
2007년 토니 브라운이 총리에서 물러나자 브라운이 그 뒤를 이어 총리가 되었다.  그의 정부는 지구촌 금융 위기를 향했다.  그들은 은행들과 경제에 도움을 주는 계획들을 소개하였다.  2008년 그의 정부는 또한 세계의 첫 기후 변화법을 통과시켰다.  2010년 총선에서 노동당이 많은 의석들을 잃어 헝 의회로 이끌었다.  그러고나서 브라운은 사임을 하고 데이비드 캐머런이 총리가 되었다.
총리직을 떠난 후, 브라운은 2015년까지 하원의원으로서 지속적으로 지냈다.  그는 그 이후로 교육과 보건 같은 지구촌 문제들에 일했다.  2024년 그는 자신의 대중과 자선 업무로 컴패니언 오브 아너 훈장이 수여되었다.

## 초기 생애와 교육
스코틀랜드 기프넉에서 태어났으며 그의 부친은 그에게 강한 영향력을 가졌던 스코틀랜드 교회의 목사였다.  고든 브라운이 3세때 그의 가족은 커콜디로 이주하여 그는 거기서 2명의 형제들과 함께 자라왔다.

### 학교와 대학 시절
브라운은 커콜디 웨스트 초등학교를 다녔고 그러고나서 특별 프로그램의 일부로서 어린 나이에 커콜디 고등학교로 갔다.  이후에 그는 이 "쑥스러운" 실험을 싫어했다고 말했다.
16세의 나이에 그는 역사학을 전공하는 데 에든버러 대학교로 받아들여졌다.  럭비를 했던 동안 그는 자신의 머리에 발길을 맞아 왼쪽 눈에 시력을 잃고 말았다.  이후에 그는 오른쪽 눈에 비슷한 문제들이 있었으나 의사들이 그의 시력을 구할 수 있었다.  1972년 그는 첫 학위를 얻었다.  그는 자신의 전공을 지속하여 1982년 역사학에서 철학박사 학위를 취득하였다.
대학 시절 동안 브라운은 1972년 에든버러 대학교의 책임자로 선출되었다.  이 역할을 대학의 관리부에 학생들을 대표하는 것을 연루하였다.

### 의회 입문 이전
1976년부터 1980년까지 브라운은 글래스고 칼레도니언 대학교에서 정치학을 강의하였다.  그는 또한 오픈 대학교에서 개별 지도 교수로 일했다.
1980년부터 1983년까지 그는 스코틀랜드의 텔레비전에서 저널리스트로 일했으며 거기서 시사 편집자가 되었다.

## 하원의원과 야당 업무
1983년 총선에서 브라운은 던펌린 이스트 선거구를 위하여 노동당 하원의원으로 선출되었다.  의회에서 그의 사무실 동료는 훗날의 총리 토니 블레어였다.
브라운은 노동다을 통하여 빠르게 상승하였다.  그는 1985년 통상산업부를 위하여 대변인이 되었고 그러고나서 야당 의원들의 단체가 만약 자신들이 이긴다면 정부를 맡을 "그림자 내각"에서 중요한 역할들을 보유하였다.  1002년 그는 그림자 재무장관이 되었다.
1994년 노동당 대표 존 스미스가 사망한 후, 토니 블레어가 새로운 대표가 되었다.  브라운과 블레어가 거래를 했다는 소문들이 있었는 데 이것은 만약 노동당이 다음 선거를 이긴다면 브라운이 경제 정책을 맡을 것을 위한 교환에서 당의 대표로서 브라운이 출마하지 않고 블레어가 이기는 것에 관련이 있는 것 같았다.  그들의 관계는 노동당에게 매우 중요했고 그들은 보통 공개적으로 함께 일했다.

## 재무장관 (1997년-2007년)

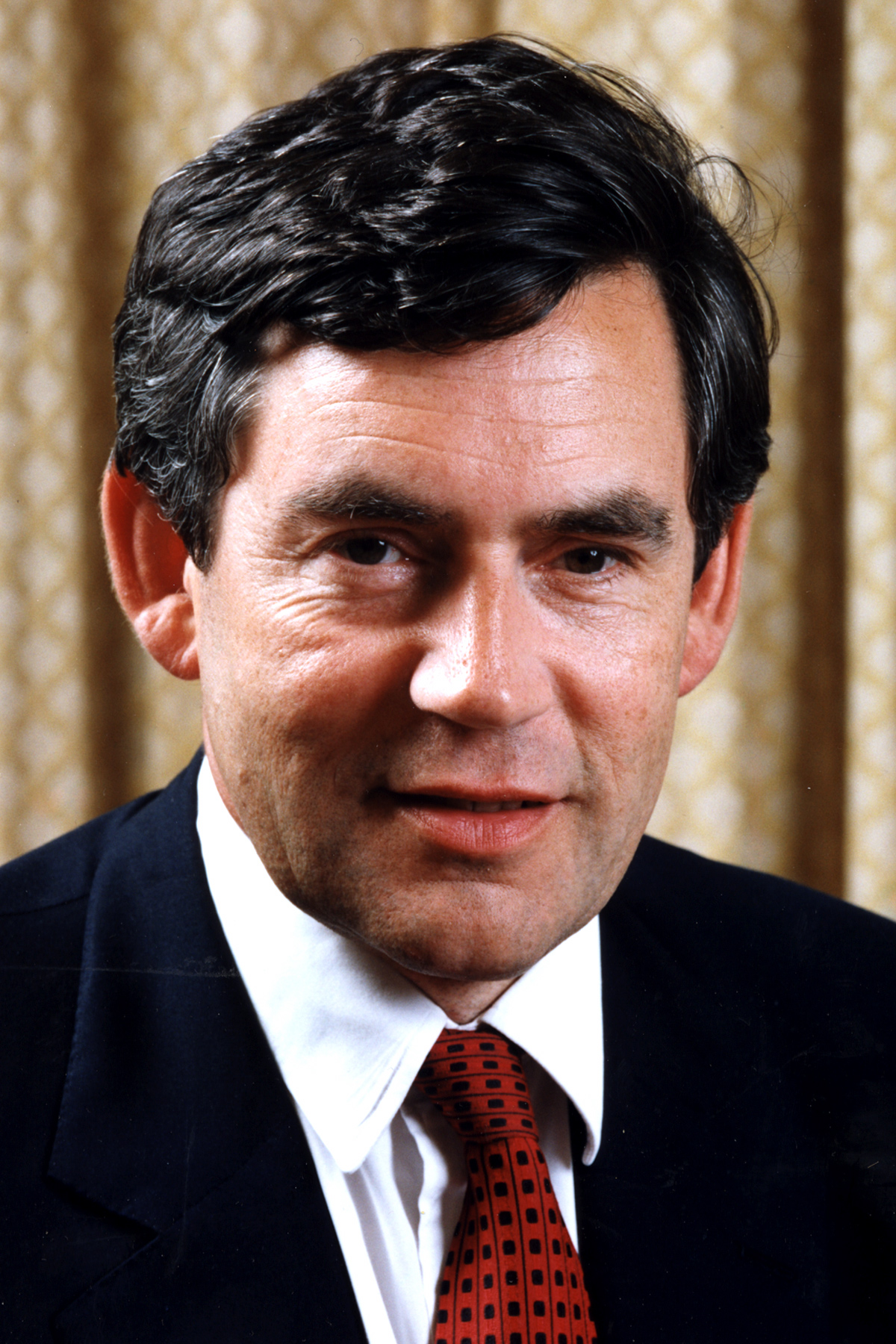
재무장관으로서 브라운의 공식 사진

1997년 총선에서 노동당이 큰 수로 이겨 보수당의 18년 지배를 끝냈다.  5월 2일 블레어 총리는 브라운을 재무장관으로 임명하였다.  브라운은 다음 10년 동안 이 직위를 보유하여 자신을 근대 영국 역사상 가장 장기적 재무장관으로 만들었다.
재무장관으로서 그의 어떤 주요 성취들은 다음을 포함한다 -
- 잉글랜드 은행을 독립적으로 만들며 이것은 정부가 아닌 은행이 이자율을 세울 것.

- 2005년 G8 정상 회의에서 빈곤 감소와 기후 변화 완화에 협정들에 도달하는 것.

### 경제적 변화와 지출
자신이 재무장관이 되었을 때 브라운은 잉글랜드 은행에 이자율을 세우는 권력을 주었다.  그는 또한 은행 감독을 위한 책임을 금융감독 당국으로 옮겼다.
재무장관으로서 자신의 세월 동안 브라운은 소득세의 주요 비율을 올리지 않기로 약속하였다.  그는 사실 기본 비율을 23 퍼센트에서 20 퍼센트로 낮추었으며 또한 기업을 위하여 법인세를 줄이기도 했다.  1999년 그는 낮은 10 퍼센트의 세금 과세 구간을 소개하였다.  하지만 그는 2007년 자신의 마지막 예산에서 이 10 퍼센트의 세금 과세 구간을 제거하였다.  이것은 적은 돈을 버는 어떤 국민들이 다가오는 더욱 많은 세금을 내는 것으로 끝났다.
1997년 브라운은 또한 "횡재세"를 소개했는 데 이것은 민영화된 공공 서비스 기회사들에 일회성 세금이었다.  대략 5억 파운드로 모금된 돈은 "뉴딜"로 불린 프로그램에 기금하는 데 이용되었다.  이 프로그램은 오랫동안 실업자로 지낸 사람들에게 직업들을 찾는 도움을 주었다.
2000년 브라우는 정부의 지출, 특히 보건과 교육을 의하여 큰 증가를 공고하였다.  2002년 그는 보건 서비스를 위하여 지불하는 도움을 주는 데 국가 보험금을 늘였다.  그는 또한 가족들을 부양하는 데 근로세액공제를 소개하기도 했다.

### 유로화와 다른 문제들
1997년 브라운은 만약 영국이 유럽의 단일 통화 유로화에 가입할 것인지 결정하는 데 "5개 경제 시험"들을 세웠다.  2003년 재무부는 영국이 이 시험들을 통과하지 않았다는 것을 결정하여 영국은 유로화를 채택하지 않았다.
1999년과 2002년 사이에 브라운의 정부는 영국의 금 보유량의 큰 일부를 팔았다.  이것은 금의 가격이 많이 올라가기 겨우 전에 일어났다.  이후에 많은 국민들은 금이 보관되어 있었다면 훨씬 더 가치가 있었을 때문에 이 결정을 비판하였다.

## 총리 재임 (2007년-2010년)

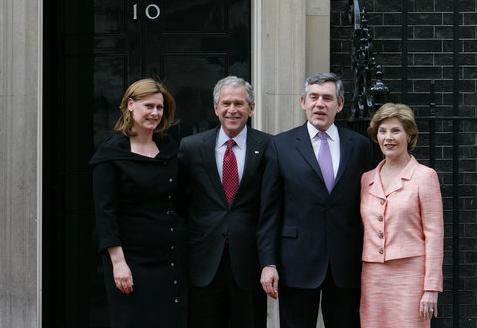
다우닝가 10번지 앞에서 부시 대통령 부부와 함께 한 브라운 부부 (2008년 9월)

2007년 6월 27일 브라운은 제55대 총리가 되었다.  그는 또한 제1대장경 겸 공무원부 장관이 되었다.  그는 2010년 5월까지 노동당의 대표였다.  브라운은 1964년 이래 스코틀랜드 지역에서 온 첫 총리였다.
브라운은 의회와 시민들에게 더욱 많은 권력을 주기 원하여 의회가 전쟁을 선포하고 중요한 임명들을 찬성하는 것에 최종 결정권을 가져야 한다는 것을 제안하였다.  그는 또한 시민들이 법률에 영향을 미칠 수 있는 데 더욱 많은 방법을 가지기를 원했다.
2007년 후순에 브라운이 "즉석 총선" (초기 선거)을 소집할 수 있다는 이야기가 있었다.  여론 조사는 그가 이길 수 있었다는 것을 보여주었으나 그는 그러지 않기로 결정하였다.  이후에 이 결정은 2008년 그의 인기와 노동당의 지지가 떨어지면서 실수로 보여졌다.

### 주요 정책과 도전들
총리로서 자신의 세월 동안 브라운은 몇몇의 새로운 정책들을 제의하였다.  그는 부패에 척결하고 장관들을 위하여 새로운 행동 강령을 창조하기를 원했다.  그는 또한 시민들의 권리와 책임들을 명확히 정의한 "더욱 나은 헌법"을 위하여 목표를 잡았다.
그는 국민들이 집들을 소유하기 위하여 더욱 쉽게 만들 것을 약속하였다.  그는 또한 의사의 사무실들이 주말과 저녁에 열기를 원했다고 말했다.  브라운은 국민 보건 서비스가 자신의 우선 사항이었다는 것을 언급하였다.
2007년 브라운은 "영국의 근로자들을 위하여 영국의 직업들"을 약속하였으며 이것은 비평가들이 이 아이디어의 어떤 부분들이 유럽 연합의 법률에 반대할 수 있는것을 지적하면서 어떤 토론을 일으켰다.

### 외교 정책과 지구촌 경기 침체

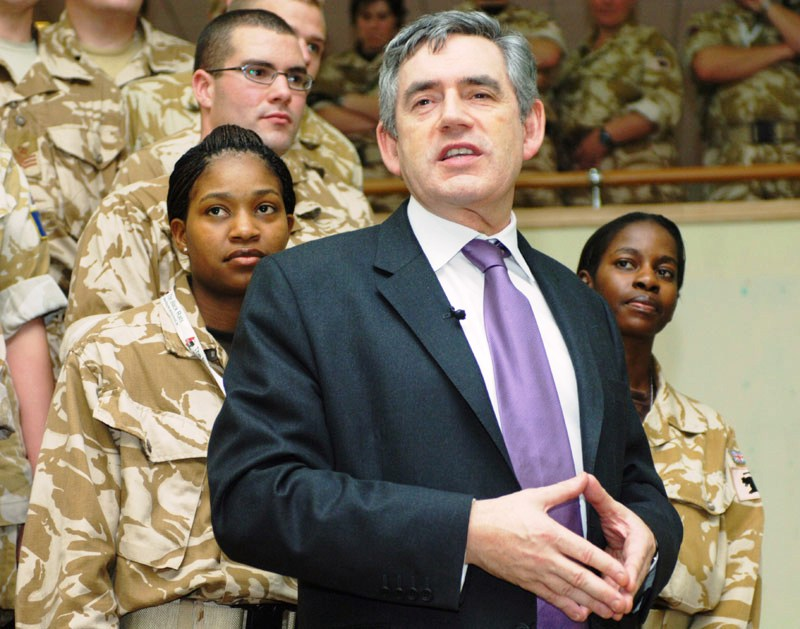
이라크 전쟁에 참전한 영국군과 함께 (2007년)

브라운은 이라크 전쟁을 지지했으나 그는 자신의 정부가 거기서 만들어진 실수들로부터 "경험을 통해 배울" 것이라고 말했다.  2008년 그는 전쟁에서 영국의 연루로 문의를 공고하였다.
브라운은 영국과 미국 사이에 강한 관계를 강조하여 이 파트너십은 자유와 기회 같은 가치를 나눈 것에 기초를 두었다고 말했다.
총리로서 브라운의 세월은 지구촌 경기 침체 동안 일어났다.  그의 정부는 은행들과 경제에 도움을 주는 데 큰 "은행 구조 부양책"을 소개하였다.  그들은 또한 지출에 용기를 주는 데 일시적으로 부가가치세를 삭감하였다.

### 정치적 도전들과 선거
2008년 어떤 하원의원들은 개방적으로 브라운에게 사임하는 데 의문하였다.  하지만 많은 현저한 노동당 의원들은 그를 지지하였다.  2009년 노동당은 지방과 유럽 선거들에서 매우 부족한 결과들을 가졌다.  이것들은 제2차 세계 대전 이래 노동당의 최악의 결과들이었다.
2010년 브라운은 총선을 소집하였다.  이 선거는 처음으로 방영된 영국에서 당의 대표들 사이에 토론들을 포함하였다.  선거 결과는 아무 정당도 그 소유에 정부를 형성하는 데 충분한 의석들을 얻지 않는 것을 의미하는 "헝 의회"였다.
연정을 형성하는 데 협상들이 실패한 후, 브라운은 5월 11일 총리로서 사임을 하였고 노동당 대표로서도 물러났다.

## 총리 이후 (2010년-현재)

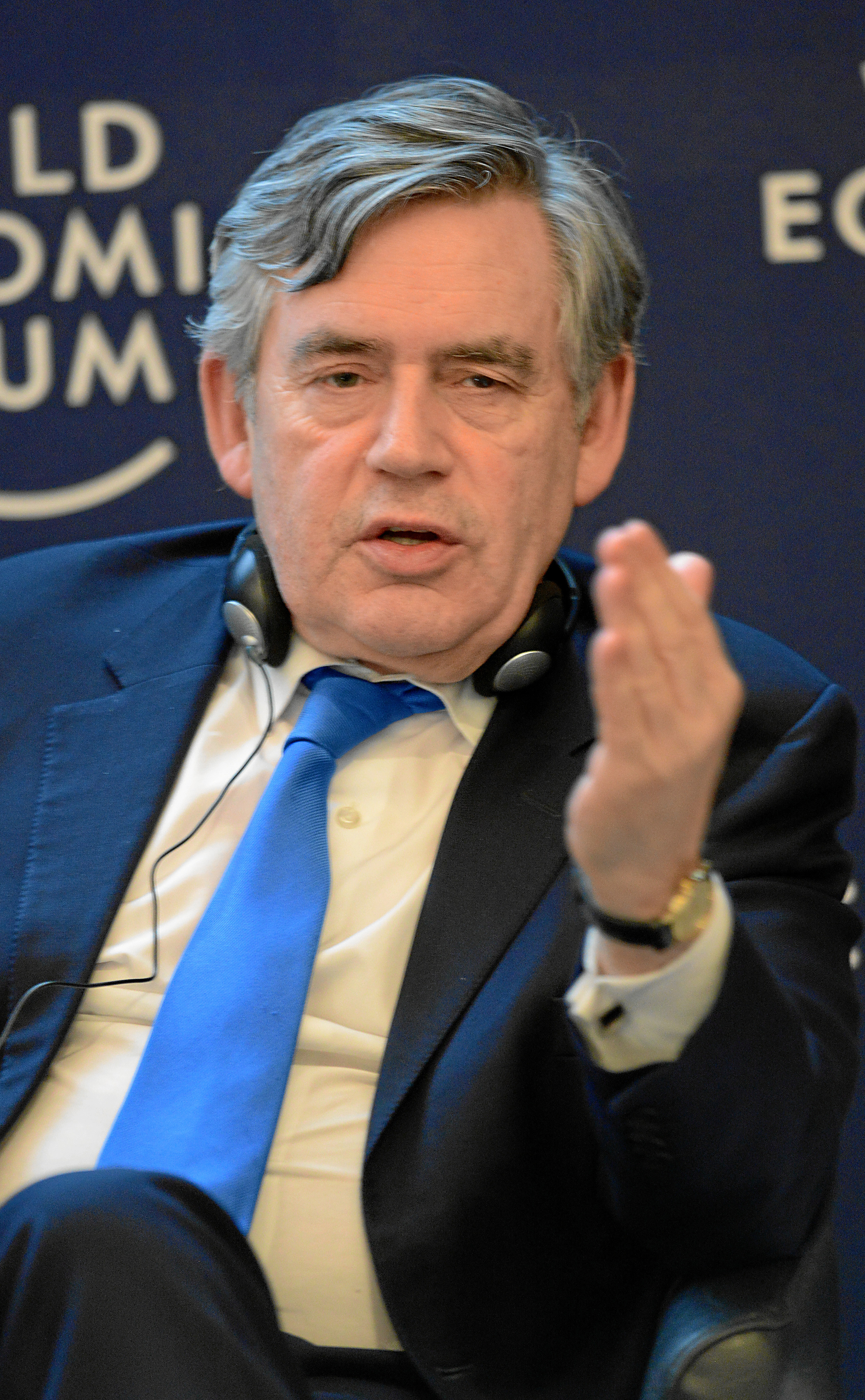
유엔의 지구촌 교육 특별 교섭인으로서 세계 경제 포럼에서 연설하는 브라운 (2013년)

다우닝가 10번지를 떠난 후, 브라운은 2015년까지 자신의 지방 지역들 커콜디와 카우던비스를 위하여 하원의원으로서 지속적으로 지냈다.  또한 그는 2007년-08년의 금융 위기와 지구촌 협력을 위한 자신의 아이디어들을 논의한 저서 〈사고 너머〉를 썼다.
브라운은 2014년 스코틀랜드 독립 국민투표가 열린 동안 영국의 일부로 남아있는 데 스코틀랜드를 위한 캠페인에서 큰 역할을 했다.  그는 열성적인 연설을 하며 영국 전국에 걸쳐 지속적인 파트너십과 사회 정의를 위하여 주장하였다.
2014년 브라운은 자신이 의회를 위하여 재선을 추구하지 않을 것을 공고하고 이듬해 5월 물러났다.

### 새로운 역할과 활동들
그는 월드 와이드 웹 재단을 위하여 이사회 이사가 되어 소외된 공동체들을 연결하는 도움을 주었고 세계 경제 포럼에서 무급 고문이 되었다.
2012년 그는 유엔의 지구촌 교육 특별 교섭인이 되었으며 이 무급 역할은 세계에 걸쳐 교육을 향상시키는 것에 전념한다.
또한 그는 비상장 투자 기업으로 고문이 되어 자신의 역할로부터 자신의 수입을 자선 단체에 기부하였다.
브라운은 회고록〈나의 인생, 우리의 세월〉(2017년)과 〈세상을 바꾸는 7개의 방향들〉(2021년)을 포함한 책들을 지속적으로 저서하였다.  2022년 그는 노동당을 위하여 헌법 개혁을 위하여 새로운 아이디어들을 개발하는 도움을 주었다.  또한 2024년 그는 아동 빈곤에 팜플렛을 공동 집필하였다.

## 개인 생활

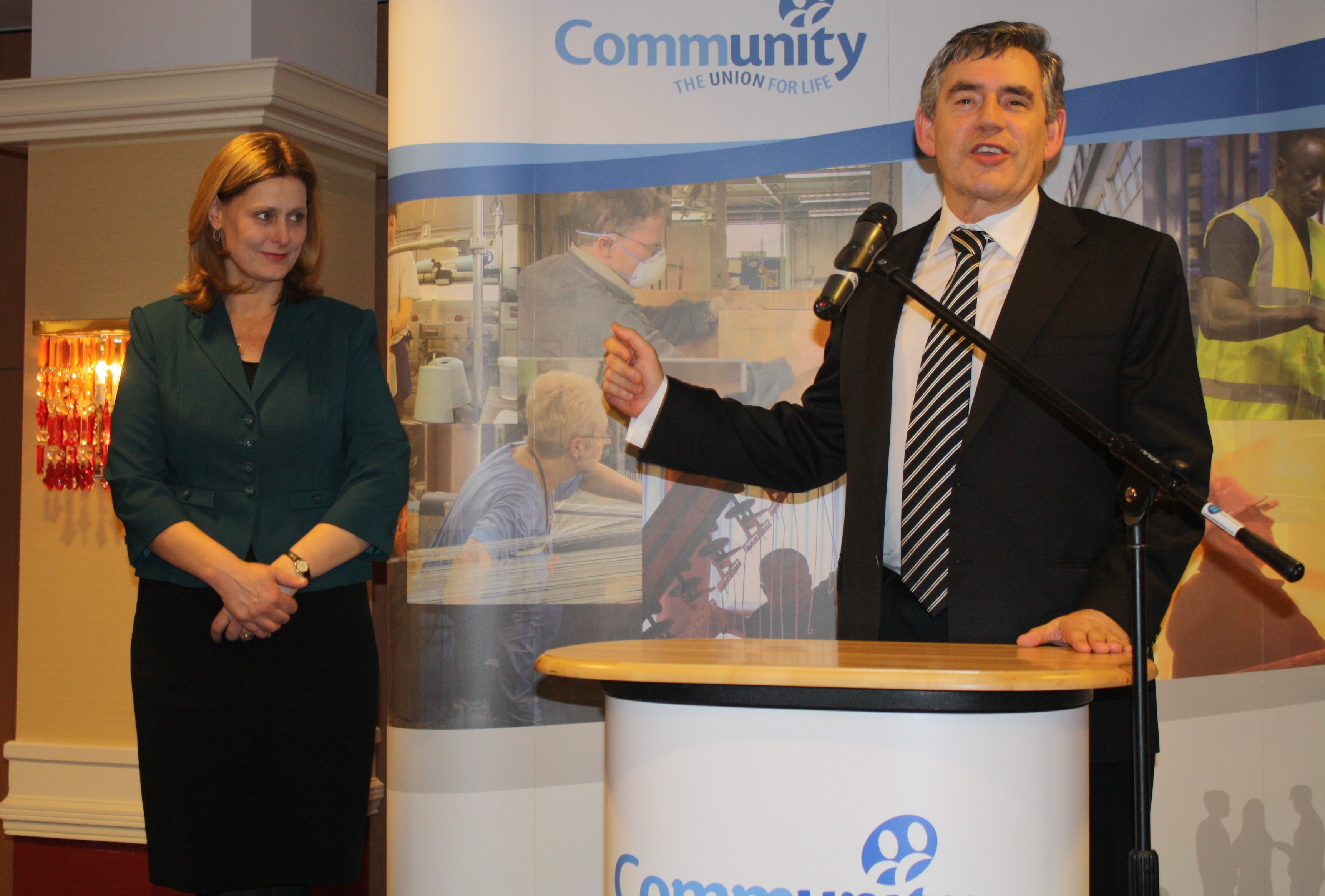
남편의 한 연설에 참석한 부인 세라 여사 (2009년)

브라운은 2000년 8월 3일 세라 매콜레이와 결혼하였다.  그들은 2001년 조기에 태어난 딸 제니퍼 제인을 두었으나 슬프게도 얼마 안되어 죽었다.  부부는 2명의 아들 존 매콜레이 (2003년생)와 제임스 프레이저 (2006년생)를 두었다.  2006년 프레이저는 낭포성 섬유증과 진단되었다.  브라운은 자신이 아들의 건강을 비공개로 유지하는 데 얼마나 중요한가에 대하여 말했다.
세라 여사는 남편이 총리가 된 후에 더욱 공개적으로 활동적이 되었다.  그녀는 몇몇의 자선 단체들에 연루되었고 자신의 자선 업무에 관한 기사들을 썼다.
브라운은 국가 보건 서비스의 강한 지도자이다.  이것은 그의 시력 문제들로 받은 훌륭한 치료와 딸이 병들었을 때 그와 세라 여사가 얻은 부양 때문에 부분적이었다.   그의 시력 장애는 그의 공개 태도에 영향을 미쳤을 것이라고 제안되어 왔으나 그는 결코 그들이 자신을 붙잡아 두지 못하게 했다.
브라운은 스코틀랜드의 축구 팀 레이스 로버스 FC의 팬이다.

### 종교
스코틀랜드 교회의 목사의 아들로서 브라운은 자신의 "도덕적인 기준이 되는" 것과 어떻게 자신의 부모가 자신에게 영감을 주었나에 대하여 이야기했다.  그는 스코틀랜드 교회의 일원이다.

## 영예와 수상

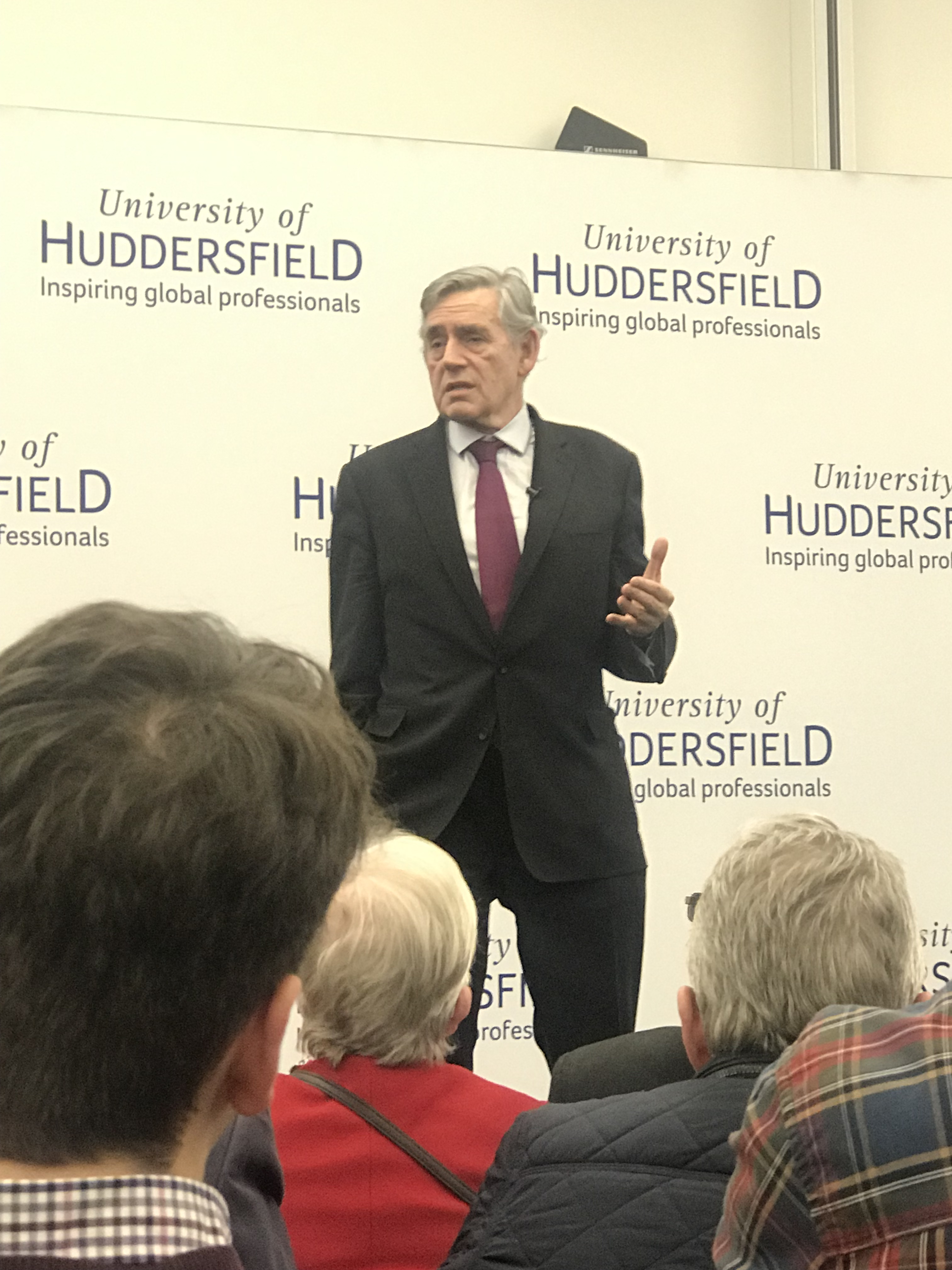
허더스필드 대학교에서 해럴드 윌슨 기념 강연을 하는 브라운 (2018년)

브라운은 다음을 포함한 대학들로부터 많은 명예 학위들을 받았다 -
- 1996년 런던 브루넬 대학교 (명예 학위)

- 2003년 에든버러 대학교 (명예 학위)

- 2003년 로버트 고든 대학교 (명예 법학 박사)

- 2005년 뉴욕 대학교 (명예 문학박사)

- 2007년 뉴캐슬 대학교 (명예 민법학 박사)

- 2008년 델리 대학교 (명예 문학박사)

- 2015년 글래스고 대학교 (명예 학위)

2018년 그는 명예 에딘버러 왕립학회 회원으로 만들어졌다.
2009년 그는 양심 호소 재단에 의하여 "올해의 세계 정치인"으로 임명되었으며 이 상은 그의 "공감적 리더십"과 세계의 금융 제도를 안정화시키는 그의 노력들을 인정하였다.
브라운은 또한 헤럴드 (글래스고)의 올해의 스코틀랜드 정치인 상으로부터 몇몇의 상을 수상하였다.  2024년 그는 영국과 해외에서 그의 대중 및 자선 활동으로 찰스 3세에 의하여 컴패니언 오브 아너 훈장의 일원으로 임명되었다.

## 같이 보기
- 고든 브라운 정권